# Friedrich Gogarten
Friedrich Gogarten (* 13. Januar 1887 in Dortmund; † 16. Oktober 1967 in Göttingen) war als lutherischer Theologe Mitbegründer der Dialektischen Theologie im Deutschland des frühen 20. Jahrhunderts. 

## Leben
Gogarten studierte bis 1912 in Jena, Berlin und Heidelberg Theologie. Seine prägenden Lehrer waren Adolf von Harnack und Ernst Troeltsch. 1914 wurde er zum Hilfsprediger in Bremen, 1917 zum Pfarrer in Stelzendorf bei Zeulenroda und 1925 in das Pfarramt zu Dorndorf an der Saale bestellt. 
1927 habilitierte sich Gogarten an der Universität Jena über Geistesgeschichte und Theologiegeschichte und lehrte seitdem als Privatdozent. Er übernahm 1931 als Nachfolger von Erich Schaeder in Breslau den Lehrstuhl für Systematische Theologie, musste im Sommersemester 1935 für den aus dem Dienst entlassenen Karl Barth in Bonn die Vertretung übernehmen und wurde dann zum Wintersemester 1935 in Göttingen als Nachfolger von Carl Stange zum ordentlichen Professor für Systematische Theologie berufen und zum Universitätsprediger ernannt. Am 25. Februar 1955 erfolgte in Göttingen seine Emeritierung.
Kurz nach dem 4. August 1933 trat Gogarten den Deutschen Christen bei. Als deren Obmann Reinhold Krause an der „Sportpalast-Kundgebung“ am 13. November 1933 in Berlin den Ausschluss der „Judenchristen“ forderte, veröffentlichte er in mehreren Zeitschriften eine Erklärung über die „Glaubensbewegung Deutsche Christen“. Der NSDAP ist Gogarten nie beigetreten.
Friedrich Gogarten starb 1967 im Alter von 80 Jahren. Sein Grab befindet sich auf dem alten Stadtfriedhof Göttingen.

## Werk und Bedeutung
Gogartens Aufsatz Zwischen den Zeiten von 1920 gilt als eines der Gründungsdokumente der Dialektischen Theologie. Unter Führung von Karl Barth grenzte sich diese neue theologische Richtung von der bis dahin vorherrschenden liberalen Theologie und ihren Vertretern (Albrecht Ritschl u. a.) ab. Gegen den Historismus und Anthropozentrismus der evangelischen Theologie des 19. Jahrhunderts stellte die Dialektische Theologie den absoluten Gegensatz von Gott und Mensch heraus. Das entscheidende Publikationsorgan der Dialektischen Theologie war die nach Gogartens Aufsatz benannte Zeitschrift Zwischen den Zeiten, die von 1923 bis 1933 im Christian Kaiser Verlag in München erschien und zu der Gogarten 23 Beiträge beisteuerte. Auch Gogartens Monografie Die religiöse Entscheidung von 1921 war prägend für den theologischen Neuaufbruch.
Auch wenn Karl Barth 1920 in einem Brief an Eduard Thurneysen über Gogarten begeistert schreibt: „Das ist ein Dreadnought für uns und gegen unsere Widersacher. Wer weiß, wird er eines Tages uns noch belehren!“, ist gleichwohl bereits wenige Jahre später eine gewisse Distanz zwischen Barth und Gogarten eingetreten. Später kam es zur Auflösung der Zeitschrift Zwischen den Zeiten und zum Bruch mit Barth und zeitweise auch mit Rudolf Bultmann, der jedoch 1940 die Beziehung zu Gogarten wieder aufnahm. 
Gogartens Generalthema ist „Der Mensch zwischen Gott und Welt“, „Die Kirche in der Welt“ und die Säkularisierung als Folge der christlichen Offenbarung.

## Ehrungen
- Ehrendoktorwürde der Theologischen Fakultät der Universität Gießen (1924)
- Großes Verdienstkreuz der Bundesrepublik Deutschland (1957)
- Großes Verdienstkreuz mit Stern der Bundesrepublik Deutschland (1967)